# Lepidapedon nicolli
Lepidapedon nicolli är en plattmaskart. Lepidapedon nicolli ingår i släktet Lepidapedon och familjen Lepocreadiidae. Inga underarter finns listade i Catalogue of Life.